# Bombylius neotropicus
Bombylius neotropicus är en tvåvingeart som beskrevs av Neal L. Evenhuis 1984. Bombylius neotropicus ingår i släktet Bombylius och familjen svävflugor.
Artens utbredningsområde är Nicaragua. Inga underarter finns listade i Catalogue of Life.